# 施瓦岑巴赫河 (伊薩爾河支流)
47°39′03″N 11°34′59″E / 47.65079°N 11.58296°E

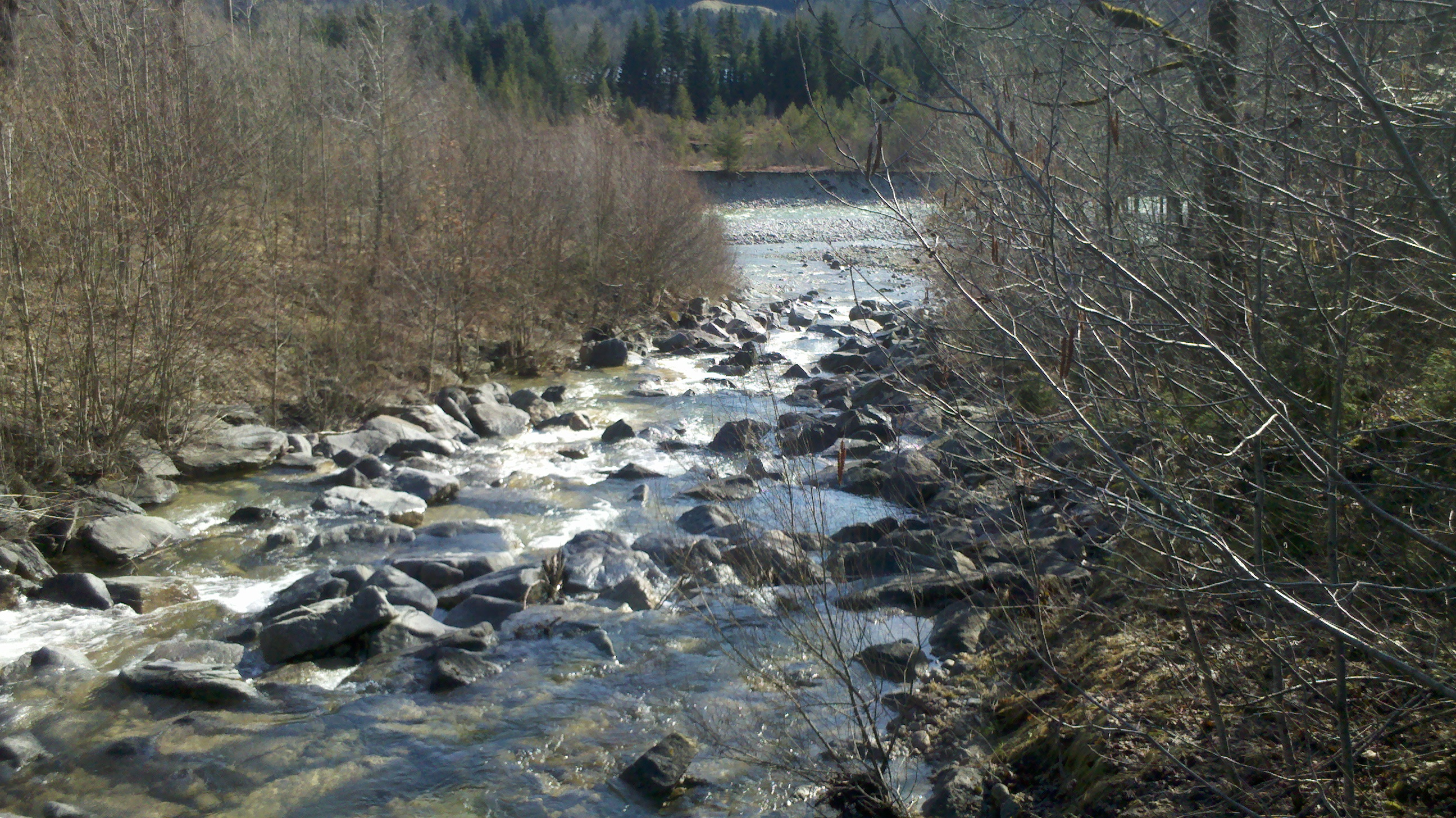

施瓦岑巴赫河是德國的河流，位於該國東南部，由巴伐利亞負責管轄，屬於伊薩爾河的左支流，河道全長12.2公里，流經巴特特爾茨-沃爾夫拉茨豪森縣。